# NGC 2250
NGC 2250 ist ein Offener Sternhaufen vom Trumpler-Typ IV2p im Sternbild Einhorn südlich des Himmelsäquators. Er hat einen Durchmesser von 10 Bogenminuten und eine Scheinbare Helligkeit von 8,9 mag.
Entdeckt wurde das Objekt am 20. Februar 1830 von John Herschel.